# Frente Nacional (Checoslovaquia)
El Frente Nacional (en checo: Národní fronta, en eslovaco: Národný front) fue la coalición de partidos que encabezaron el restablecimiento de Checoslovaquia de 1945 a 1948. Durante la era comunista en Checoslovaquia (1948-1989) fue el vehículo del Partido Comunista de Checoslovaquia (KSČ, por sus siglas en checo y eslovaco) para el control de toda actividad política y social. También era conocido como el Frente Nacional de Checos y Eslovacos (en checo: Národní fronta Čechů a Slováků, en eslovaco: Národný front Čechov a Slováko).

## 1943–1948
Cuando comenzó la Segunda Guerra Mundial, Checoslovaquia desapareció del mapa de Europa. Los países checos se convirtieron en el Protectorado de Bohemia y Moravia bajo el dominio directo nazi, mientras que Eslovaquia aparentemente se independizó. Al final de la Segunda Guerra Mundial, Checoslovaquia fue incluida en la esfera de influencia de la Unión Soviética. La Checoslovaquia de posguerra se organizó de acuerdo con un programa elaborado por el KSČ (cuyos líderes estaban en el exilio en Moscú) y Edvard Beneš, que representaba al gobierno checoslovaco en el exilio en Londres, siendo estos los dos grupos más importantes que buscan la reconstitución del país. Parte del programa fue la formación de una popular coalición de partidos antinazi. Las negociaciones comenzaron en diciembre de 1943 en Moscú. El KSČ y los partidos no comunistas tenían ideas muy diferentes al respecto.
Esta coalición se fundó como el "Frente Nacional" en abril de 1945, cuando se creó un gobierno checoslovaco en la ciudad de Košice, recientemente liberada por las tropas soviéticas. El modelo de gobierno fue adoptado de un tripartismo francés similar.
El Partido Popular Eslovaco fue prohibido debido a su colaboración con los nazis. El gobierno decidió no permitir la refundación de otros partidos democráticos anteriores a la guerra, como el Partido Republicano de Agricultores y Campesinos, debido a su liderazgo en el Partido de la Unidad Nacional.
El Frente Nacional estaba dominado por los partidos socialistas: el KSČ (que tenía cargos ministeriales clave), el Partido Comunista de Eslovaquia (KSS) y el Partido Socialdemócrata Checo (ČSSD).
Los comunistas vieron el Frente Nacional como una entidad permanente, mientras que los partidos restantes lo consideraron una coalición temporal hasta que surgieran condiciones normales en Checoslovaquia. Muchas disputas surgieron entre el KSČ y los partidos restantes del Frente Nacional en el período transitorio 1945-1948.

## Partidos políticos (1943–1948)
- Partido Comunista de Checoslovaquia (Komunistická strana Československa, KSČ
- Partido Comunista de Eslovaquia (Komunistická strana Slovenska, KSS)
- Partido Democrático (Demokratická strana, DS)
- Socialdemocracia Checoslovaca (Československá sociální demokracie, ČSSD)[4]
- Partido Nacionalsocialista Checoslovaco (Československá strana národně socialistická, ČSNS)[5]
- Partido Popular Checoslovaco (Československá strana lidová, ČSL)[6]
- Partido de la Libertad (Strana slobody, SSL)
- Partido Laborista (Strana práce, SP)

## 1948-1990
El KSČ tomó definitivamente el poder en Checoslovaquia el 25 de febrero de 1948, mediante el Golpe de Praga. Los otros partidos fueron rápidamente purgados de sus elementos más valientes, y también abandonaron sus ideologías originales. El Frente Nacional adquirió un carácter parecido a alianzas similares en el bloque comunista. Todos los partidos miembros aceptaron el "papel dirigente" del KSČ como condición para seguir existiendo.
Después del golpe de 1948, los partidos miembros fueron:
- Partido Comunista de Checoslovaquia (Komunistická strana Československa, KSČ), al que se incorporó también el ČSSD en junio de 1948.
- Partido Comunista de Eslovaquia (Komunistická strana Slovenska, KSS) fusionado con el KSČ en septiembre de 1948
- Partido Popular Checoslovaco (Československá strana lidová, ČSL)
- Partido Socialista Checoslovaco (Československá strana socialistická, ČSS), que eliminó de su nombre la palabra "Nacional"
- Partido de la Libertad (Strana slobody, SSL)
- Partido del Renacimiento Eslovaco (Strana slovenskej obrody, SSO) (una reorganización procomunista del Partido Democrático)

A los miembros no socialistas del Frente se les permitió mantener su existencia para mantener la apariencia de pluralismo. Sin embargo, el KSČ tenía todo el poder real; nadie podría participar en el proceso político sin la aprobación del KSČ.
Los otros partidos estaban estructurados al igual que los comunistas, con una secretaría, un comité central y un Presidium. A pesar de su impotencia y sumisión real, conservaron membresías significativas durante toda la era comunista. En 1984, el CPP tenía aproximadamente 66,000 miembros, y el CNSP tenía aproximadamente 17,000 miembros. A los votantes se les presentaba una lista única de candidatos aprobados por el Frente Nacional, que generalmente era aprobada por más del 99% de los votos contra menos del 1% que rechazaba la lista o dejaba las boletas en blanco. Los candidatos que no pertenecían al KSČ estuvieron representados, pero los escaños se asignaron de acuerdo con una cuota establecida que garantizaba una gran mayoría comunista.
En 1969, el país se reorganizó como una federación de la República Socialista Checa y la República Socialista Eslovaca. Se crearon organizaciones separadas del Frente Nacional para cada entidad federal, que nominaron candidatos para el Consejo Nacional Checo y el Consejo Nacional Eslovaco.
El Frente Nacional permitió al KSČ mantener la ficción del pluralismo político y al mismo tiempo controlar toda actividad política. En otros estados comunistas, había "coaliciones" similares con nombres idénticos (en la República Democrática Alemana) o nombres similares (en Polonia, Bulgaria y Vietnam). Las cuestiones más importantes se aprobaban por unanimidad. Si no había acuerdo, la decisión era tomada por el parlamento checoslovaco mediante votación.

## Otras organizaciones civiles
Después del golpe de 1948 el Frente Nacional se convirtió en una organización patriótica de base amplia que controlaba casi todas las actividades organizadas en el país, excluyendo solo la religión. Así, el Frente se amplió para incluir organizaciones de masas que no eran partidos políticos. Entre las otras organizaciones miembros que se hicieron miembros de pleno derecho estaban:
- Movimiento Sindical Revolucionario (al que pertenecían todos los sindicatos)
- Unión Socialista de la Juventud (1,5 millones de miembros)
- Unión para la Amistad Checoslovaco-Soviética
- Unión Checoslovaca de Mujeres (1 millón de miembros)
- Cruz Roja Checoslovaca
- Unión de Cooperativas Agrarias
- Unión de Luchadores Antifascistas
- Svazarm (Unión para la Cooperación con el Ejército)
- Comité Nacional de Paz
- Asociación de Cultura Física
- Unión de Filatelistas

A todos estos grupos se les otorgó la organización comunista estándar, y los miembros del Partido mantuvieron todas las posiciones de control en estos, incluso cuando no enviaron diputados electos al parlamento. Esto aseguró que ninguna organización secular existente en el país fuera totalmente independiente del liderazgo del KSČ. Estos grupos estaban en los lugares de trabajo, las escuelas y los vecindarios. Al igual que con el Frente, muchas de estas organizaciones tenían componentes regionales checos y eslovacos en 1969 y después de ese año.

## Fin del Frente Nacional
Después de que la Revolución de Terciopelo de 1989 terminó con el gobierno comunista, el Frente Nacional se disolvió.

## Presidentes y secretarios generales del Frente Nacional
- Alexej Čepička (KSČ), febrero de 1948 (Secretario general)
- Klement Gottwald (KSČ), febrero de 1948 - junio de 1948 (Presidente del Comité de Acción Central)
- Miloslav Vacík (KSČ), 1957–1960 (Secretario del Comité Central)
- Frantisek Dvorsky (KSS) ,? (Secretario del Comité Central)
- Rudolf Rejhon (ČSL) ,? (Secretario del Comité Central)
- Antonín Novotný (KSČ) 1959–1968
- František Kriegel (KSČ), abril de 1968 - agosto de 1968
- Evžen Erban (KSČ), 1968–1969
- Miloslav Vacík (KSČ), mayo de 1969 - agosto de 1969 (Secretario del Comité Central)
- Josef Korčák (KSČ), 1969–1971
- Gustáv Husák (KSČ), enero de 1971 - diciembre de 1987
- Miloš Jakeš (KSČ), 1987–1989
- Bohuslav Kučera (ČSS), diciembre de 1989 - enero de 1990